# Gabriel de Loarte
Gabriel de Loarte (n. Corona de España, ca. 1530 – Panamá, 1578) era un magistrado y funcionario colonial español que fuera nombrado corregidor del Cuzco hasta 1573 y desde este año fuera asignado en el cargo de presidente de la Real Audiencia de Panamá y, al mismo tiempo, como gobernador de la provincia de Tierra Firme, aunque tomara posesión del puesto tres años después, ejerciéndolo hasta su fallecimiento.

## Biografía
Recibido como doctor en Leyes de la Universidad de Lérida, fue nombrado oidor de la Real Audiencia de Panamá (17 de agosto de 1565), pasó a la de Lima como alcalde del crimen (23 de noviembre de 1568). En calidad de asesor acompañó al virrey Francisco de Toledo en la visita del territorio; y contribuyó a afianzar la autoridad monárquica en las posesiones indianas.
En Concepción hizo que los indios y caciques presentaran ante ellos títulos que probaran sus derechos y, habiéndolo hecho muchos de ellos, ordenó que fuesen quemados públicamente; y luego alegó que así había evitado la futura presentación de tales títulos ante la justicia, y que los indios fuesen explotados por abogados y procuradores.
En el Cuzco, se encargó de procesar a los descendientes de los incas, acusados de estar implicados en la presunta rebelión de Túpac Amaru, así como sentenció a este último a la pena de muerte.
Como corregidor del Cuzco, ejerció el cargo con la asesoría del licenciado Polo de Ondegardo. Siguiendo las instrucciones del virrey, reivindicó los derechos de la Corona sobre las minas de azogue de Huancavelica, disponiendo que su producción continuara mediante asientos o concesiones de explotación (11 de marzo de 1573).
Promovido a la presidencia de la Real Audiencia de Panamá el 13 de diciembre de 1573, recién se trasladó dos años más tarde, tomando posesión de aquella plaza el 30 de abril de 1576, muriendo en ejercicio de sus funciones en 1578.